# Never Too Far/Hero Medley
Never Too Far/Hero Medley – połączenie dwóch piosenek Mariah Carey. Pierwsza część utworu została zaczerpnięta z piosenki Never Too Far wydanej w 2001 r., natomiast druga część to fragment piosenki Hero z 1993 r. Kompozytorami oraz producentami utworu Never Too Far byli Mariah Carey oraz Jimmy Jam i Terry Lewis, natomiast singel Hero skomponowali Mariah Carey i Walter Afanasieff. W produkcji singla „Never Too Far/Hero Medley” zamiast Waltera Afanasieffa pojawił się Randy Jackson. Singel został wydany jako wiadomość z wyrazami współczucia i miłości dla ofiar zamachów terrorystycznych z 11 września 2001 r.

## Informacje
Singel „Never Too Far/Hero Medley” został wydany jedynie w Stanach Zjednoczonych. Hero był singlem Mariah Carey z albumu Music Box. W 1993 r. odniósł duży sukces i zajął wówczas pierwsze miejsce na liście Billboard Hot 100. Natomiast utwór Never Too Far był singlem z albumu Glitter, jednak poniósł on klęskę nie trafiając na listę Billboard Hot 100. Medley obu tych utworów dotarł na 81 pozycję tegoż notowania.
Wydany został przez fundację Heroes Fund, niosąc pomoc dla rodzin ofiar, które zginęły podczas zamachów na World Trade Center w dniu 11 września 2001 r.
Telewizje MTV i VH1 prezentowały video utworu zarejestrowane podczas koncertu United We Stand. Carey wykonała również ten utwór z zespołem Westlife podczas gali Top of the Pops Awards 2001.
Piosenka „Never Too Far/Hero Medley” była bardzo popularna w japońskiej stacji J-Wave, w konsekwencji utwór ten znalazł się na japońskiej wersji kompilacji Greatest Hits.
Singel zawierał także „b-side” w postaci piosenki „There for Me”, skomponowanej kilka lat wcześniej przez Diane Warren wraz z Mariah Carey na jej siódmy studyjny album zatytułowany Rainbow. Jednak wtedy utwór ten nie został wykorzystany. W produkcji utworu artystce towarzyszył David Foster.

## Lista i format singla
Stany Zjednoczone CD singel
1. „Never Too Far/Hero Medley”
2. „There for Me”

## Listy przebojów
| Kraj              | Lista przebojów (2001)          | Pozycja |
| ----------------- | ------------------------------- | ------- |
| Stany Zjednoczone | Billboard Hot 100               | 81      |
| Stany Zjednoczone | Billboard Hot R&B/Hip-Hop Songs | 66      |